# La bella y el geek
La bella y el geek con su lema Un experimento social fue un dating show (programa de citas) en estilo reality creado en Estados Unidos por la franquicia de Beauty and the geek, producido y emitido por Chilevisión. Esta producción planteó que 20 participantes (10 bellas y 10 geeks), el programa promueve el duelo de una mujer contra la inteligencia de un «genio» no tan agraciado, los cuales tienen que aprender los unos de los otros. Ellas tienen que aprender todo tipo de conocimientos que ellos les enseñan tales como mecánica o matemáticas, mientras que ellas les enseñan cosas más sociales como bailar, aprender a dar un masaje o lecciones de interiorismo. Cada una de las 10 parejas dormirá en una habitación equipada con una cama de matrimonio o 2 individuales, según escojan, en una mansión totalmente equipada. El programa inició el día lunes 22 de octubre en horario prime bajo la conducción de Pablo Mackenna. Las filmaciones se realizan desde el sector de El Arrayán en la comuna de Peñalolén.

## Formato

Comuna de Peñalolén en donde se filma el programa.

El programa promueve el duelo de una mujer contra la inteligencia de un «genio» no tan agraciado, los cuales tienen que aprender los unos de los otros. Ellas tienen que aprender todo tipo de conocimientos que ellos les enseñan tales como mecánica o matemáticas, mientras que ellas les enseñan cosas más sociales como bailar, aprender a dar un masaje o lecciones de interiorismo. Cada una de las 10 parejas dormirán en una habitación equipada con una cama de matrimonio o 2 individuales, según escojan, en una mansión totalmente equipada.
10 bellezas son emparejadas con 10 frikis. En turnos de una persona de diferente sexo, cada unos de los participantes se van presentando a las personas de sexo contrario, inicialmente separados en diferentes salones de la casa, eligiendo estas últimas quien pasa con esa persona el resto del programa como pareja. Una vez que se ha formado una pareja, ésta recorre la casa buscando una habitación donde pasar el resto del programa. Las parejas tendrán que superar una serie de pruebas, los ganadores de las cuales, votarán a otra pareja para abandonar la casa. Las parejas seleccionadas tendrán que luchar en un duelo intelectual para saber quien deja la casa definitivamente. Se les hace 6 preguntas a cada una de las parejas, 3 a cada chica y otras 3 a cada chico, relacionadas con las pruebas realizadas anteriormente. El que menos preguntas acierte se va eliminado. El premio para la pareja ganadora es de 20 millones de pesos chilenos.

## Producción
El programa se estrenó el 22 de octubre de 2012 por Chilevisión. Para realizar el reality Juan Pablo González compró los derechos al programa de Reino Unido llamado Beauty and the geek que tiene versiones en otros países como México y Colombia. Las filmaciones eran transmitidas por televisión con dos semanas de desfase. El Arrayán ubicado en la comuna de Peñalolén, era el lugar que alojaba al búnker donde se hospedaban los participantes, y donde se realizaban las grabaciones cotidianas. La casa en que viven cuenta con 900 metros cuadrados construidos y posee 7 dormitorios, una espectacular piscina y una vista envidiable, entre otros atractivos.

## Equipo del programa
- Presentador: Pablo Mackenna, lidera las competencias en parejas y las eliminaciones.

## Participantes
| Participante | Participante                                                            | Edad | Resultado actual                                | Situación anterior                     | Estadía |
| ------------ | ----------------------------------------------------------------------- | ---- | ----------------------------------------------- | -------------------------------------- | ------- |
|              | Juan Manuel Isaacs Estudiante de Licenciatura en Química.               | 25   | Ganadores de La bella y el geek                 |                                        | 77 días |
|              | María Fernanda Vilches Modelo.                                          | 22   | Ganadores de La bella y el geek                 |                                        | 77 días |
|              | Hugo San Juan Estudiante de derecho.                                    | 23   | 2.º Lugar de La bella y el geek                 | 5.tos Eliminados de La bella y el geek | 70 días |
|              | Ashley Peric Surfista y microempresaria.                                | 20   | 2.º Lugar de La bella y el geek                 | 5.tos Eliminados de La bella y el geek | 70 días |
|              | Patricio Medina Estudiante de ingeniería civil.                         | 26   | Semifinalistas Eliminados de La bella y el geek |                                        | 70 días |
|              | Nathalie Tavares da Silva Bailarina de danza árabe y actriz.            | 27   | Semifinalistas Eliminados de La bella y el geek |                                        | 70 días |
|              | Cristóbal Curitol Estudiante de Kinesiología.                           | 21   | 8.vos Eliminados de La bella y el geek          |                                        | 63 días |
|              | Nena Llanos Modelo publicitaria.                                        | 22   | 8.vos Eliminados de La bella y el geek          |                                        | 63 días |
|              | Francisco Troncoso Experto en robots.                                   | 19   | 7.mos Eliminados de La bella y el geek          |                                        | 54 días |
|              | Angélica Gutiérrez Modelo. Ex chica Calle 7.                            | 27   | 7.mos Eliminados de La bella y el geek          |                                        | 54 días |
|              | Sebastián Vásquez Estudiante de ingeniería eléctrica.                   | 21   | 6.tos Eliminados de La bella y el geek          |                                        | 49 días |
|              | Tamara Soto Personal trainer.                                           | 24   | 6.tos Eliminados de La bella y el geek          |                                        | 49 días |
|              | David Díaz Egresado de administración.                                  | 22   | 4.tos Eliminados de La bella y el geek          |                                        | 28 días |
|              | Carolina Ramírez Showoman y bailarina.                                  | 28   | 4.tos Eliminados de La bella y el geek          |                                        | 28 días |
|              | Sebastián "Basti" Gómez Estudiante de cuarto medio.                     | 18   | 3.ros Eliminados de La bella y el geek          |                                        | 21 días |
|              | Daniela Fernández Christie Modelo de discoteca.                         | 29   | 3.ros Eliminados de La bella y el geek          |                                        | 21 días |
|              | Carlos Caamaño Cursa tercer año de Ingeniería Informática en el Inacap. | 20   | 2.dos Eliminados de La bella y el geek          |                                        | 14 días |
|              | Pía Isaacs Modelo. Miss Simpatía 2011.                                  | 19   | 2.dos Eliminados de La bella y el geek          |                                        | 14 días |
|              | Israel Peña Monitor de iglesia.                                         | 19   | 1.ros Eliminados de La bella y el geek          |                                        | 7 días  |
|              | Nicole Marchant Aspirante a maquilladora.                               | 21   | 1.ros Eliminados de La bella y el geek          |                                        | 7 días  |

1. ↑  Después de haber sido eliminados el día 35, Hugo y Ashley reingresan el día 42, por repechaje.

- Participantes:

     Participante Geek.
     Participante Bella.

## Conformación de Parejas
| Semana:       | 1 - Final | 1 - Final                  | 1 - Final               |
| ------------- | --------- | -------------------------- | ----------------------- |
| Participante: |           | Bellas                     | GEEKS                   |
| Parejas:      |           | Nena Llanos                | Cristóbal Curitol       |
| Parejas:      |           | María Fernanda Vilches     | Juan Manuel Isaacs      |
| Parejas:      |           | Pía Isaacs                 | Carlos Caamaño          |
| Parejas:      |           | Ashley Peric               | Hugo San Juan           |
| Parejas:      |           | Angélica Gutiérrez         | Francisco Troncoso      |
| Parejas:      |           | Nataly Tavares da Silva    | Patricio Medina         |
| Parejas:      |           | Nicole Marchant            | Israel Peña             |
| Parejas:      |           | Daniela Fernández Christie | Sebastián "Basti" Gómez |
| Parejas:      |           | Tamara Soto                | Sebastián Vásquez       |
| Parejas:      |           | Carolina Ramírez           | David Díaz              |

## Tabla resumen
| Juan        | Salvado   | Salvado   | Nominado  | Inmune    | Inmune    | Inmune    | Inmune    | Nominado  | Inmune    | Riesgo    | Ganador   |  |  |  |  |  |  |  |  |  |  |  |  |  |  |  |  |  |  |  |  |  |  |  |  |  |  |  |  |  |  |  |  |  |  |  |  |  |  |  |  |  |  |  |  |  |  |  |  |  |  |
| Ma Fernanda | Salvada   | Salvada   | Nominada  | Inmune    | Inmune    | Inmune    | Inmune    | Nominada  | Inmune    | Riesgo    | Ganadora  |  |  |  |  |  |  |  |  |  |  |  |  |  |  |  |  |  |  |  |  |  |  |  |  |  |  |  |  |  |  |  |  |  |  |  |  |  |  |  |  |  |  |  |  |  |  |  |  |  |  |
| Hugo        | Gana      | Salvado   | Salvado   | Salvado   | Eliminado | Reingresa | Nominado  | Inmune    | Inmune    | Gana      | 2.º Lugar |  |  |  |  |  |  |  |  |  |  |  |  |  |  |  |  |  |  |  |  |  |  |  |  |  |  |  |  |  |  |  |  |  |  |  |  |  |  |  |  |  |  |  |  |  |  |  |  |  |  |
| Ashley      | Gana      | Salvada   | Salvada   | Salvada   | Eliminada | Reingresa | Nominada  | Inmune    | Inmune    | Gana      | 2.º Lugar |  |  |  |  |  |  |  |  |  |  |  |  |  |  |  |  |  |  |  |  |  |  |  |  |  |  |  |  |  |  |  |  |  |  |  |  |  |  |  |  |  |  |  |  |  |  |  |  |  |  |
| Patricio    | Inmune    | Nominado  | Gana      | Salvado   | Salvado   | Salvado   | Gana      | Salvado   | Nominado  | Eliminado |           |  |  |  |  |  |  |  |  |  |  |  |  |  |  |  |  |  |  |  |  |  |  |  |  |  |  |  |  |  |  |  |  |  |  |  |  |  |  |  |  |  |  |  |  |  |  |  |  |  |  |
| Nathalie    | Inmune    | Nominada  | Gana      | Salvada   | Salvado   | Salvado   | Gana      | Salvada   | Nominada  | Eliminada |           |  |  |  |  |  |  |  |  |  |  |  |  |  |  |  |  |  |  |  |  |  |  |  |  |  |  |  |  |  |  |  |  |  |  |  |  |  |  |  |  |  |  |  |  |  |  |  |  |  |  |
| Cristóbal   | Salvado   | Gana      | Salvado   | Inmune    | Nominado  | Nominado  | Salvado   | Inmune    | Eliminado |           |           |  |  |  |  |  |  |  |  |  |  |  |  |  |  |  |  |  |  |  |  |  |  |  |  |  |  |  |  |  |  |  |  |  |  |  |  |  |  |  |  |  |  |  |  |  |  |  |  |  |  |
| Nena        | Salvada   | Gana      | Salvada   | Inmune    | Nominada  | Nominado  | Salvada   | Inmune    | Eliminada |           |           |  |  |  |  |  |  |  |  |  |  |  |  |  |  |  |  |  |  |  |  |  |  |  |  |  |  |  |  |  |  |  |  |  |  |  |  |  |  |  |  |  |  |  |  |  |  |  |  |  |  |
| Francisco   | Nominado  | Inmune    | Inmune    | Gana      | Inmune    | Nominado  | Inmune    | Eliminado |           |           |           |  |  |  |  |  |  |  |  |  |  |  |  |  |  |  |  |  |  |  |  |  |  |  |  |  |  |  |  |  |  |  |  |  |  |  |  |  |  |  |  |  |  |  |  |  |  |  |  |  |  |
| Angélica    | Nominada  | Inmune    | Inmune    | Gana      | Inmune    | Nominado  | Inmune    | Eliminada |           |           |           |  |  |  |  |  |  |  |  |  |  |  |  |  |  |  |  |  |  |  |  |  |  |  |  |  |  |  |  |  |  |  |  |  |  |  |  |  |  |  |  |  |  |  |  |  |  |  |  |  |  |
| Sebastián   | Salvado   | Salvado   | Salvado   | Nominado  | Salvado   | Salvado   | Eliminado |           |           |           |           |  |  |  |  |  |  |  |  |  |  |  |  |  |  |  |  |  |  |  |  |  |  |  |  |  |  |  |  |  |  |  |  |  |  |  |  |  |  |  |  |  |  |  |  |  |  |  |  |  |  |
| Tamara      | Salvada   | Salvada   | Salvada   | Nominada  | Salvado   | Salvado   | Eliminada |           |           |           |           |  |  |  |  |  |  |  |  |  |  |  |  |  |  |  |  |  |  |  |  |  |  |  |  |  |  |  |  |  |  |  |  |  |  |  |  |  |  |  |  |  |  |  |  |  |  |  |  |  |  |
| David       | Salvado   | Salvado   | Inmune    | Eliminado |           |           |           |           |           |           |           |  |  |  |  |  |  |  |  |  |  |  |  |  |  |  |  |  |  |  |  |  |  |  |  |  |  |  |  |  |  |  |  |  |  |  |  |  |  |  |  |  |  |  |  |  |  |  |  |  |  |
| Carolina    | Salvada   | Salvada   | Inmune    | Eliminada |           |           |           |           |           |           |           |  |  |  |  |  |  |  |  |  |  |  |  |  |  |  |  |  |  |  |  |  |  |  |  |  |  |  |  |  |  |  |  |  |  |  |  |  |  |  |  |  |  |  |  |  |  |  |  |  |  |
| Basti       | Salvado   | Salvado   | Eliminado |           |           |           |           |           |           |           |           |  |  |  |  |  |  |  |  |  |  |  |  |  |  |  |  |  |  |  |  |  |  |  |  |  |  |  |  |  |  |  |  |  |  |  |  |  |  |  |  |  |  |  |  |  |  |  |  |  |  |
| Daniela     | Salvada   | Salvada   | Eliminada |           |           |           |           |           |           |           |           |  |  |  |  |  |  |  |  |  |  |  |  |  |  |  |  |  |  |  |  |  |  |  |  |  |  |  |  |  |  |  |  |  |  |  |  |  |  |  |  |  |  |  |  |  |  |  |  |  |  |
| Carlos      | Inmune    | Eliminado |           |           |           |           |           |           |           |           |           |  |  |  |  |  |  |  |  |  |  |  |  |  |  |  |  |  |  |  |  |  |  |  |  |  |  |  |  |  |  |  |  |  |  |  |  |  |  |  |  |  |  |  |  |  |  |  |  |  |  |
| Pía         | Inmune    | Eliminada |           |           |           |           |           |           |           |           |           |  |  |  |  |  |  |  |  |  |  |  |  |  |  |  |  |  |  |  |  |  |  |  |  |  |  |  |  |  |  |  |  |  |  |  |  |  |  |  |  |  |  |  |  |  |  |  |  |  |  |
| Israel      | Eliminado |           |           |           |           |           |           |           |           |           |           |  |  |  |  |  |  |  |  |  |  |  |  |  |  |  |  |  |  |  |  |  |  |  |  |  |  |  |  |  |  |  |  |  |  |  |  |  |  |  |  |  |  |  |  |  |  |  |  |  |  |
| Nicole      | Eliminada |           |           |           |           |           |           |           |           |           |           |  |  |  |  |  |  |  |  |  |  |  |  |  |  |  |  |  |  |  |  |  |  |  |  |  |  |  |  |  |  |  |  |  |  |  |  |  |  |  |  |  |  |  |  |  |  |  |  |  |  |

     La pareja gana la Inmunidad (Desafío de Bellas o Geeks).
     La pareja gana el episodio y son salvados.
     La pareja pierde el episodio, pero no son nominados.
     La pareja pierde el episodio y son nominados por el ganador del desafío de Bellas.
     La pareja pierde el episodio y son nominados por el ganador del desafío de Geeks.
     La pareja, pierde el duelo de eliminación y posteriormente son eliminados de la competencia.
     La pareja participa en el repechaje y reingresa a la competencia.
     La pareja pierde la semifinal y queda en riesgo de ser eliminada.
     La pareja obtiene el segundo lugar de la competencia.
     La pareja es la ganadora de La bella y el geek.

## Competencias
"La bella y el geek" se basa prácticamente en desafíos en los cuales se prueba a las parejas en juegos de inteligencia, baile, canto, etc. Para hacer pruebas de estas, se conforman parejas, y se baten en desafíos para no ser eliminados y permanecer en la "Gran Casona".
| Semana | Ganadora Bellas        | Ganador Geeks      | Ganadores extras     | Nominados Bella   | Nominados Geek     | Tipo de duelo   | Eliminados         |
| ------ | ---------------------- | ------------------ | -------------------- | ----------------- | ------------------ | --------------- | ------------------ |
| 1      | Pía Isaacs             | Patricio Medina    | Hugo/Ashley          | Nicole/Israel     | Angélica/Francisco | Cultura General | Nicole/Israel      |
| 2      | Angélica Gutiérrez     | Francisco Troncoso | Cristóbal/Mena       | Carlos/Pía        | Patricio/Nathalie  | Cultura General | Carlos/Pía         |
| 3      | Carolina Ramírez       | Francisco Troncoso | Patricio/Nathalie    | Basti/Daniela     | Juan/Ma. Fernanda  | Cultura General | Basti/Daniela      |
| 4      | Nena Llanos            | Juan Manuel Isaacs | Francisco/Angélica   | David/Carolina    | Sebastián/Tamara   | Cultura General | David/Carolina     |
| 5      | Angélica Gutiérrez     | Juan Manuel Isaacs | Sin ganadores extras | Hugo/Ashley       | Cristóbal/Nena     | Cultura General | Hugo/Ashley        |
| 6      | Sin ganadora           | Juan Manuel Isaacs | Sin ganadores extras | Sin nominados     | Cristóbal/Nena     | Cultura General | Sin eliminados     |
| 6      | Sin ganadora           | Juan Manuel Isaacs | Sin ganadores extras | Sin nominados     | Angélica/Francisco | Cultura General | Sin eliminados     |
| 7      | Angélica Gutiérrez     | Juan Manuel Isaacs | Patricio/Nathalie    | Hugo/Ashley       | Sebastián/Tamara   | Cultura General | Sebastián/Tamara   |
| 8      | Nena Llanos            | Hugo San Juan      | Sin ganadores extras | Juan/Ma. Fernanda | Angélica/Francisco | Cultura General | Angélica/Francisco |
| 9      | María Fernanda Vilches | Hugo San Juan      | Sin ganadores extras | Cristóbal/Nena    | Patricio/Nathalie  | Cultura General | Cristóbal/Nena     |

### Semana 1
- Desafío de Bellas: Cada bella debía responder 3 rondas de preguntas sobre historia, ortografía y política. La que responda la mayor cantidad de preguntas correctas sin ser eliminada era la ganadora y obtenía la inmunidad junto a su pareja.
  - Ganadora: Pía Isaacs.

- Desafío de Geeks: Cada geek debía preparar una canción de estilo reguetón y bailarla frente a un escenario con más de 100 personas.
  - Ganador: Patricio Medina.

- Desafío Extra: Cada pareja debía comer 10 completos en menos tiempo.
  - Pareja ganadora: Hugo San Juan y Ashley Peric.

- Desafío de eliminación: En primera instancia las bellas debían responder 2 preguntas de historia y política y luego los geeks debían responder 2 preguntas sobre música pop. La pareja que responda más preguntas correctas continuaba en el programa.
  - Pareja ganadora: Angélica Gutiérrez y Francisco Troncoso.
    - Eliminados: Nicole Marchant e Israel Peña.

### Semana 2
- Desafío de Bellas: Cada bella debía construir un cohete y luego elevarlo sobre los 3 metros de altura. La primera participante que logre construirlo y elevarlo es la ganadora.
  - Ganadora: Angélica Gutiérrez.

- Desafío de Geeks: Cada geek tendrá 3 minutos para masajear a cada chica y cada una de ellas le pondrá una nota del 1 al 7. El que sume el mayor puntaje es el ganador.
  - Ganador: Francisco Troncoso.

- Desafío Extra: Cada pareja debía subirse a una montaña rusa y tratar de resolver una ecuación. La pareja que logre resolver la ecuación es la ganadora.
  - Pareja ganadora: Cristóbal Curitol y Nena Llanos.

- Desafío de eliminación: En primera instancia las bellas debían responder 2 preguntas de historia y película y luego los geeks debían responder 2 preguntas sobre música pop. La pareja que responda más preguntas correctas continuaba en el programa.
  - Pareja ganadora: Patricio Medina y Nathalie Tavares.
    - Eliminados: Carlos Caamaño y Pía Isaacs.

### Semana 3
- Desafío de Bellas: Cada bella tenía diversos platos frente a ellas, el animador decía el nombre de un plato y ellas debían ir a colocarlos en un mapamundi al país al que pertenece. La bella que dure más tiempo sin ser eliminada en cada ronda es la ganadora.
  - Ganadora: Carolina Ramírez.

- Desafío de Geeks: Cada geek tenía un cuadro en blanco y carboncillo para poder dibujar a una mujer desnuda que estaba frente a ellos, mientras la dibujaban ella les iva contando un poco de ella y de su vida. Al finalizar cada geek debía responder la mayor cantidad de preguntas buenas con respecto a lo que ella les hablo. El geek que responda más preguntas correctas es el ganador.
  - Ganador: Francisco Troncoso.

- Desafío Extra: El juego se llama"Advinar concepto". Las parejas se van a poner enfrentadas, solo una se va a poner mirando el monitor y la otra estará de espaldas. Ustedes van a tener que hacer o mímica o ruido, son 10 conceptos en un máximo de 3 minutos. La pareja que tenga la mayor cantidad de asiertos gana.
  - Pareja ganadora: Patricio Medina y Nathalie Tavares da Silva.

- Desafío de eliminación: En primera instancia las bellas debían responder 2 preguntas de historia y película y luego los geeks debían responder 2 preguntas sobre música pop. La pareja que responda más preguntas correctas continuaba en el programa.
  - Pareja ganadora: María Fernanda Vilches y Juan Manuel Isaacs.
    - Eliminados: Daniela Fernández Christie y Sebastián "Basti" Gómez.

### Semana 4
- Desafío de Bellas: Cada bella se trasladó hasta Viña del Mar. El objetivo de la prueba es que cada una junto a un grupo de turistas ingleses debía trasladarlos a un lugar característico de la ciudad, la dificultad de la prueba era de que los turistas solo hablaban inglés. La bella que logre realizar mejor la prueba era la ganadora.
  - Ganadora: Nena Llanos.

- Desafío de Geeks: Cada geek preparó una coreografía para las bellas. El que mejor lo haga hecho es el ganador.
  - Ganador: Juan Manuel Isaacs.

- Desafío Extra: Cada hombre debía amarrar a su mujer de las manos y luego ir a cavar en la arena para encontrar un cofre que contenía llaves para poder rescatar a su mujer. El primer hombre que rescate a su mujer es el ganador junto a su pareja.
  - Pareja ganadora: Francisco Troncoso y Angélica Gutiérrez.

- Desafío de eliminación: En primera instancia las bellas debían responder 2 preguntas de historia y película y luego los geeks debían responder 2 preguntas sobre música pop. La pareja que responda más preguntas correctas continuaba en el programa.
  - Pareja ganadora: Sebastián Vásquez y Tamara Soto.
    - Eliminados: David Díaz y Carolina Ramírez.

### Semana 5
- Desafío de Bellas: Cada bella deberá armar un computador con una impresora, luego deberán ingresar a internet y buscar el logo del programa para luego imprimirlo. La bella que primero logre realizar aquel objetivo es la ganadora.
  - Ganadora: Angélica Gutiérrez.

- Desafío de Geeks: Cada geek debía decorar una habitación con sus propios gustos. El participante que logre decorar de la mejor forma la habitación era el ganador.
  - Ganador: Juan Manuel Isaacs.

- Desafío de eliminación: En primera instancia las bellas debían responder 2 preguntas de historia y película y luego los geeks debían responder 2 preguntas sobre música pop. La pareja que responda más preguntas correctas continuaba en el programa.
  - Pareja ganadora: Cristóbal Curitol y Nena Llanos.
    - Eliminados: Hugo San Juan y Ashley Peric.

### Repechaje
- Desafío de repechaje: Los antiguos participantes de la casa se juegan la posibilidad de entrar nuevamente en la competencia, en una prueba fotográfica donde deberán demostrar su sensualidad y sentido del humor. Son evaluados por Jordi Castell quien guía la sesión en este proceso de repechaje.
  - Pareja ganadora: Hugo San Juan y Ashley Peric.

### Semana 6
- Desafío de Geeks: Cada geek debía realizarse un cambio de look para que luego su pareja lo subaste por dinero en frente de muchas mujeres. El geek que logre ser subastado al mayor precio es el ganador.
  - Ganador: Juan Manuel Isaacs.

### Semana 7
- Desafío de Bellas: Cada bella tiene una cantidad de piezas para armar un carro de juguete. La primera bella que logre armarlo es la ganadora.
  - Ganadora: Angélica Gutiérrez.

- Desafío de Geeks: Cada geek deberá recorrer una tienda y elegir 2 tenidas de ropa: una de noche y elegante y un traje de baño para sus bellas. El geek que logre la mejor elección es el ganador.
  - Ganador: Juan Manuel Isaacs.

- Desafío Extra: Cada pareja deberá introducirse en una cubeta con hielo tomados de la mano y dejarse caer hasta el fondo. La pareja que dure más tomadas de la mano es la ganadora.
  - Pareja ganadora: Patricio Medina y Nathalie Tavares da Silva.

- Desafío de eliminación: En primera instancia las bellas debían responder 2 preguntas de historia y película y luego los geeks debían responder 2 preguntas sobre música pop. La pareja que responda más preguntas correctas continuaba en el programa.
  - Pareja ganadora: Hugo San Juan y Ashley Peric.
    - Eliminados: Sebastián Vásquez y Tamara Soto.

### Semana 8
- Desafío de Geeks: Las bellas junto a sus geeks debían hacer una escena de la serie "Infieles" de Chilevisión. La pareja que obtenía mejores notas por parte del jurado es la ganadora.
  - Ganadora: Ashley Peric y Hugo San Juan.

- Desafío de Bellas: Cada geek debía preparar un disfraz de super heroína o villana para sus parejas, el disfraz que obtenga mejores calificaciones por parte del jurado es la ganadora.
  - Ganador: Cristóbal Curitol y Nena Llanos.

- Desafío de eliminación: En primera instancia las bellas debían responder 2 preguntas de historia y película y luego los geeks debían responder 2 preguntas sobre música pop. La pareja que responda más preguntas correctas continuaba en el programa.
  - Pareja ganadora: María Fernanda Vilches y Juan Manuel Isaacs.
    - Eliminados: Angélica Gutiérrez y Francisco Troncoso.

### Semana 9
- Desafío de Bellas: Cada bella debía ingresar a una piscina de barro y buscar distintos artefactos eléctricos y prehistóricos para luego ubicarla según el año de su invento en una línea del tiempo. La pareja que logre ubicar bien los objetos según sus años es la ganadora.
  - Ganadora: María Fernanda Vilches.

- Desafío de Geeks: Cada geek llegó hasta una cadena de radio. El objetivo era que en un programa radial den los mejores consejos para personas con problemas de amor. El geek que mejores consejos daba era el ganador.
  - Ganador: Hugo San Juan.

- Desafío de eliminación: En primera instancia las bellas debían responder 2 preguntas de historia y película y luego los geeks debían responder 2 preguntas sobre música pop. La pareja que responda más preguntas correctas continuaba en el programa.
  - Pareja ganadora: Patricio Medina y Nathalie Tavares.
    - Eliminados: Cristóbal Curitol y Nena Llanos.

## Gran final
La Gran Semifinal y Final se transmitió el día lunes 17 de diciembre de 2012, obteniendo la pareja ganadora $20.000.000. La final fue grabada en Las Termas de Chillán.
| Parejas         | Semifinalistas            | Tipo de Competencia                               | Finalistas             | Tipo de Duelo               | Ganadores              |
| --------------- | ------------------------- | ------------------------------------------------- | ---------------------- | --------------------------- | ---------------------- |
| Pareja Número 1 | Juan Manuel Isaacs        | Destreza, Resistencia, Habilidad y Fuerza física. | Juan Manuel Isaacs     | Conocimiento entre parejas. | Juan Manuel Isaacs     |
| Pareja Número 1 | María Fernanda Vilches    | Destreza, Resistencia, Habilidad y Fuerza física. | María Fernanda Vilches | Conocimiento entre parejas. | María Fernanda Vilches |
| Pareja Número 2 | Hugo San Juan             | Destreza, Resistencia, Habilidad y Fuerza física. | Hugo San Juan          | Conocimiento entre parejas. |                        |
| Pareja Número 2 | Ashley Peric              | Destreza, Resistencia, Habilidad y Fuerza física. | Ashley Peric           | Conocimiento entre parejas. |                        |
| Pareja Número 3 | Patricio Medina           | Destreza, Resistencia, Habilidad y Fuerza física. |                        | Conocimiento entre parejas. |                        |
| Pareja Número 3 | Nathalie Tavares da Silva | Destreza, Resistencia, Habilidad y Fuerza física. |                        | Conocimiento entre parejas. |                        |